# Свято-Троицкий монастырь (Рига)
Свято-Троицкий Сергиев монастырь (латыш. Svētās Trīsvienības-Sergija klosteris) — православный женский монастырь Рижской епархии Латвийской православной церкви, расположенный в исторической части города Риги, столицы Латвии.
Наиболее значительное сооружение обители — Свято-Троицкий собор, возведённый в 1902—1907 годах в так называемом русско-византийском стиле.

## История
1 мая 1891 года Марией Николаевной Мансуровой и её дочерьми фрейлинами Екатериной и Наталией Мансуровыми в Риге был образован приют для девочек и пожилых женщин на базе которых указом Святейшего синода №3972 от 5 октября 1892 года была организована женская монашеская община. Первоначально община пользовалась арендованными помещениями, но позднее Святейший Синод распорядился выделить в собственное владение общины земельный участок на ул. Суворовской, 126 (ныне ул. Кришьяня Барона). На полученной земле с помощью собранных пожертвований был выстроен деревянный храм, освящённый в 1893 году во имя преподобного Сергия Радонежского.
В 1894 году сестры Мансуровы приняли иноческий постриг: старшая, Екатерина, возглавила монастырскую общину в Риге, а её сестра Наталья основала под Митавой Преображенскую пустынь. В 1901 году обе сестры были пострижены в монашество: старшая — с именем Сергия (в честь преподобного Сергия Радонежского), а младшая — с именем Иоанна (в честь преподобного Иоанна Лествичника). В том же году решением Святейшего Синода рижская община получила статус монастыря, а его первой игуменьей стала Сергия (Мансурова) (впоследствии принявшая великую схиму с тем же именем).

В связи с увеличением числа богомольцев и неспособностью малого деревянного Сергиевского храма вместить всех желающих, в 1897 году архиепископом Рижским и Митавским Арсением (Брянцевым) было освящено место под строительство каменного собора, но только в 1902 году по проекту рижского архитектора К. Пекшенса началось возведение Троицкого собора на строительство которого император Николай II выделил 75 тысяч рублей из государственных средств. В 1907 году состоялось освящение новопостроенного собора, рассчитанного на 1500 молящихся. До 1961 года храм был монастырским, а позднее стал кафедральным собором Рижской епархии, куда после закрытия городского собора Рождества Христова перенесли архиерейскую кафедру. В крипте собора находится храм-усыпальница в честь Успения Пресвятой Богородицы. Справа от алтаря расположены резные дубовые надгробия над склепами родителей основательниц Бориса и Марии Мансуровых. 

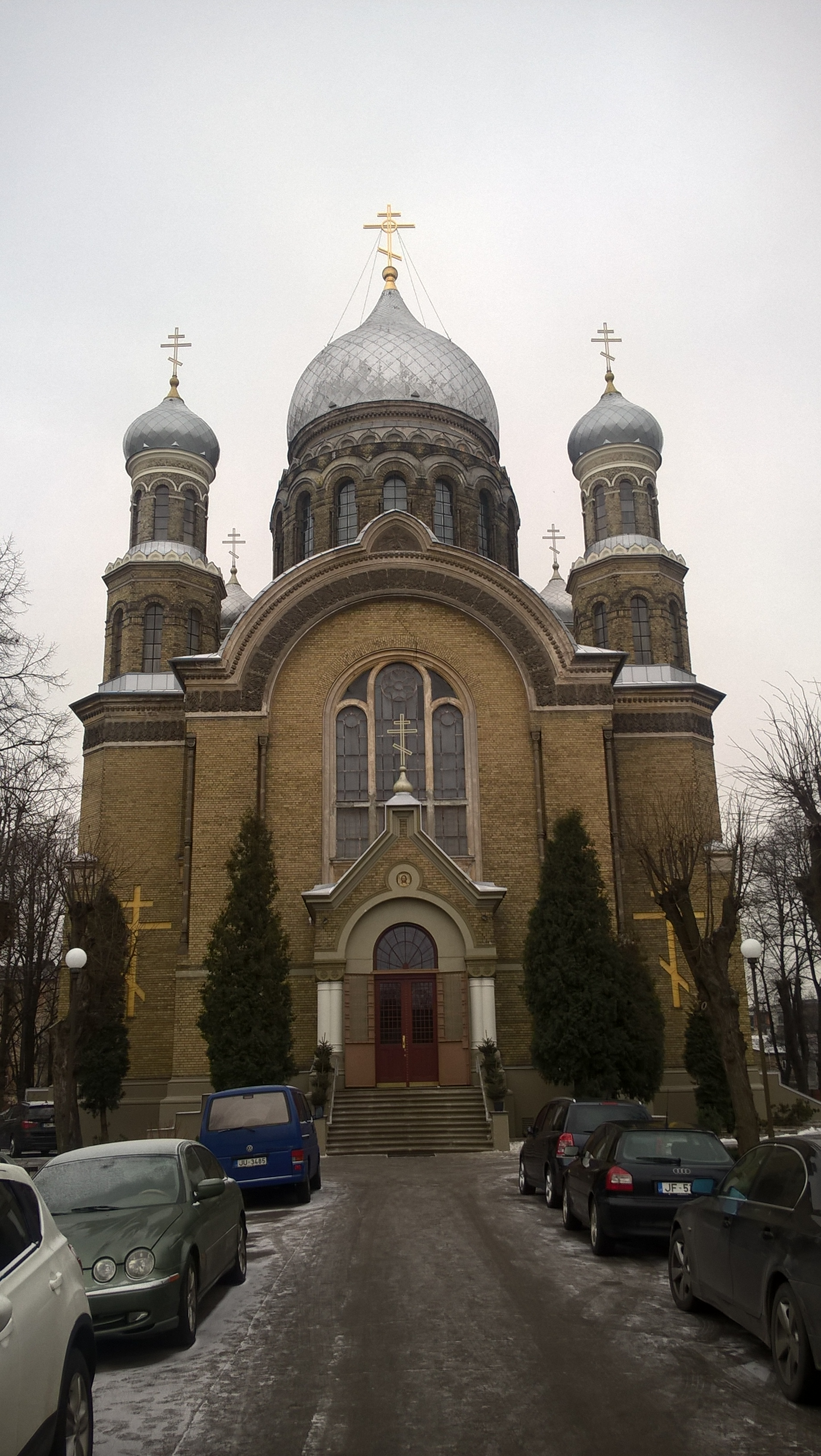
Троицкий собор

Близкая духовная связь сложилась у Рижской обители с Псково-Печерским монастырём, из которого ежегодно в обитель прибывала чудотворная икона Божией Матери «Умиление» (список с иконы до настоящего времени находится в церкви преподобного Сергия Радонежского).
Монастырь содержал детский приют и школу при нём, богадельню, кухню-столовую для бедных, раздававшую до 200 бесплатных обедов в день. Средства зарабатывались монахинями самостоятельно выпечкой просфор, рукоделием, иконописанием, шитьём священнических облачений и изготовлением свечей для приходов.
В 1915 году в период Первой мировой войны монастырь был эвакуирован под Новгород, в Савво-Вишерский монастырь. Вместе с насельницами Преображенской пустыни число сестёр достигло 200 человек. 21 мая 1918 года митрополиту Новгородскому Арсению (Стадницкому) было разрешено «принять на службу в Новгородскую епархию весь состав сестёр Рижского Троице-Сергиева монастыря».
После окончания Первой мировой войны часть монахинь вернулась в Ригу. В то же время в обители поселились сёстры Илукстского монастыря, разрушенного в годы войны, принеся с собой чудотворную Толгскую икону Божией Матери.
В 1936 году в монастыре было отведено помещение под резиденцию митрополита Рижского и всея Латвии Августина (Петерсона). В 1941—1944 годах там жил Экзарх Прибалтики митрополит Сергий (Воскресенский).
Вторая мировая война и немецкая оккупация Латвии принесли монастырю новые испытания, но и в это время монастырь не закрывался. При отступлении гитлеровцев из Риги монахинь побуждали к эвакуации в Германию, угрожая насильственным вывозом, но они категорически отказались.
При советской власти у монастыря были изъяты часть земли и строений, а в 1960 году власти приняли решение о перемещении всех монахинь из Риги в Преображенскую пустынь. В 1962—1964 годах монастырь находился фактически на «осадном положении».
В настоящее время в монастыре по разным источникам проживает от 70 до 140 сестёр. С 1998 года накануне праздника Преображения Господня из монастыря в Пустынь совершается крестный ход с иконой Божией Матери «Достойно есть».

## Структурные подразделения
- Спасо-Преображенская пустынь (Елгава) — скит в Елгавском крае[4]
- Храм Рождества Пресвятой Богородицы (Илуксте) — бывший Илукстский Рождество-Богородицкий монастырь, закрытый в 1953 году и с 1 августа 1996 года приписанный в качестве подворья Рижского Свято-Троицкого монастыря.

## Настоятельницы
1. Сергия (Мансурова)[вд], схиигуменья (1894—1918)
2. Евгения (Постовская) (1921—1947)
3. Тавифа (Дмитрук)[пол.] (30 октября 1947 — 14 июля 1960, 1968—1969)
4. Магдалина (Крисько) (15 июля 1960—1968)
5. Зинаида (Баранова) (1969—1977)
6. Магдалина (Жегалова)[пол.] (1977—1996)
7. Магдалина (Полын) (с марта 1997 года)[3][4][6]